# Dysstroma cuneifera
Dysstroma cuneifera är en fjärilsart som beskrevs av W. Warren 1898. Dysstroma cuneifera ingår i släktet Dysstroma och familjen mätare. Inga underarter finns listade i Catalogue of Life.